# Athar
Pour plus de détails, voir Fiche technique et Distribution.
Athar, sur les traces d'Arthur Rimbaud en Éthiopie, à Djibouti et au Yemen est un documentaire de 54 min réalisé par Jean-Philippe Perrot en 1998.

## Synopsis
Le documentaire retrace le voyage qu'a fait le réalisateur dans la corne de l'Afrique contemporaine à la recherche d'Arthur Rimbaud.
De 1880 à 1891, le poète Arthur Rimbaud s'est converti aux négoces et à l'exploration. Il est l'un des premiers occidentaux à parcourir cette région de la corne de l'Afrique, souvent dans des conditions difficiles. De 25 à 37 ans, c'est dans l'Abyssinie de l'Empereur Ménélik II, sur la côte des Somalis et au Sud du Yémen, qu'il passera le dernier tiers de sa vie.
Aden, Djibouti, Obock, Tadjourah, Lac Assal, Ankober, Entotto, Addis-Abeba, Awash, Dire Dawa, Harrar, voici aujourd'hui les principales étapes du film et d'un voyage rare et lointain, hors des sentiers battus, sur les traces d'Arthur Rimbaud.
Après quelques mois à Aden au Yémen, Rimbaud appareille pour la corne de l'Afrique où de Djibouti en passant par Addis-Abeba jusqu’à Harrar il entreprend un long périple pour son commerce. Pour évoquer cette partie méconnue de la vie du poète, le film emprunte ces mêmes chemins dans l’Afrique contemporaine.

## Fiche technique
- Titre : Athar
- Réalisation : Jean-Philippe Perrot
- Scénario : Jean-Philippe Perrot
- Société de production : Circéto Films Production
- Pays de production :  France
- Genre : Documentaire
- Durée : 55 minutes
- Date de sortie :
  - France : 1995